# Йоэль, Карл (философ)
Карл Йоэль (нем. Karl Joël; 27 марта 1864, Хиршберг в Силезии — 23 июля 1934, Валенштадт) — немецкий философ.

## Биография
Карл Йоэль родился 27 марта 1864 года в семье раввина в Хиршберге (Силезия). Его дядья, Давид и Мануэль Йоэль, оба были известными исследователями иудаизма и еврейской философии. Карл Йоэль учился в гимназии в Хиршберге и получил там гуманитарное образование. В возрасте 18 лет он начал изучать философию в Бреслау, где в то время читал лекции Дильтей. После двух семестров обучения Йоэль сменил место учёбы на Лейпциг. Там он получил учёную степень доктора наук в 1886 году, защитив работу «О познании душевного развития и писательского мотива Платона».
После учёбы в университете он переехал в университет Страсбурга и продолжал заниматься античной философией. Он пять раз пытался получить кафедру в Германии, однако все его заявления были отклонены. Тем не менее, его первая большая работа «Настоящий и ксенофонтский Сократ» обрела признание Георга Фердинанда Дюммлера, который порекомендовал Йоэля Базельскому университету.
Весной 1893 года Йоэль был назначен на должность доцента в Базельском университете. В 1897 году он стал внештатным профессором, а в 1902 году — штатным. В 1913 году он был избран ректором Базельского университета. В то время он занимался не только античными философами, но и другими темами, и его философские склонности свидетельствовали о целенаправленном интересе к философии жизни. Как следствие, в 1912 году увидела свет его главная работа «Душа и мир», в которой наиболее ярко проявился его философский подход к жизни.
После выхода «Души и мира» в его философии начали проявляться другие тенденции. На его работу «Разум в истории», написанную в 1917 году, оказала влияние Первая мировая война. Более поздние его главные труды «История античной философии» и «Трансформация мировоззрения» ориентируются на философию истории. Эти две последние работы пользовались большим интересом современников.
Рассвет национализма глубоко затронул его, как еврея. В 1934 году Йоэль умер от инсульта и был похоронен на еврейском кладбище в Базеле. Он завещал большую часть своей библиотеки Иерусалимскому университету.

## Философия
В своём главном труде «Мир и душа» Йоел отобразил своё органистическое представление, что весь мир являет собой органическую структуру единства, которая состоит из единств и множеств. Новое открытие того времени в области физики о том, что краски или звуки состоят из соединений вибраций, побудили Йоела объяснить весь мир как организм. Так он интерпретирует восприятие соединения ощущений, мышление как соединение оптических впечатлений. Он понимает мир как динамический процесс и отрицает превосходство как материалистического, так и идеалистического. В этой работе он часто употребляет в своей философии новые на тот момент знания, как то теорию эволюции, экспериментальную психологию. Чётко прослеживается влияние Георга Зиммеля и Шопенгауэра.

## Работы
- «О познании душевного развития и писательского мотива Платона», 1887
- «Настоящий и ксенофонтский Сократ», 1892
- «Пути философов», 1901
- «Ницше и романтика», 1905
- «Происхождение натурфилософии из духа мистики», 1906
- «Свободная воля. Развитие в разговорах», 1908
- «Душа и мир, попытка органического восприятия», 1912
- «Разум в истории», 1917

Карл Йоел в: Шмидт, Реймонд (изд.),
- «Философия современности в самовыражении», 1921
- «История античной философии», том 1, 1921
- «Трансформация мировоззрения», том 2, 1928-34